# براد اشفورد
جان برادلی اشفورد (John Bradley Ashford)‏ (۱۰ نوامبر ۱۹۴۹ – درگذشتهٔ ۱۹ آوریل ۲۰۲۲)، سیاستمدار اهل ایالات متحده بود که در مجلس قانون‌گذاری نبراسکا و به عنوان نماینده حوزه انتخابیه دوم نبراسکا در مجلس نمایندگان ایالات متحده آمریکا خدمت کرد.
اشفورد، پس از اینکه از ۱۹۸۷ تا ۱۹۹۵ میلادی در مجلس قانون‌گذاری ایالتی خدمت نمود، خود را به عنوان نماینده حوزه انتخابیه دوم نبراسکا از حزب جمهوری‌خواه در انتخابات کنگره ایالات متحده نامزد کرد، اما مغلوب گردید. وی دوباره به مجلس قانون‌گذاری ایالتی برگشته و از ۲۰۰۷ تا ۲۰۱۵ خدمت نمود و متعاقب آن خود را در مقابل متصدی لی تری در انتخابات مجلس نمایندگان ایالات متحده نامزد کرد و موفق شد. پس از دو سال خدمت در مجلس نمایندگان، وی توسط دان بیکن مغلوب گردیده و بعدتر در ۲۰۱۸ میلادی زمانی که برای کسب مجدد کرسی خود در مجلس وارد انتخابات گردید، توسط دموکرات‌ها شکست خورد.

## اوایل زندگی

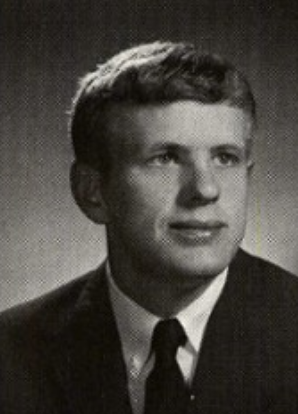
جان برادلی اشفورد در سال 1967

جان برادلی اشفورد در ۱۰ نوامبر ۱۹۴۹ در اوماها، نبراسکا زاده شده و والدین وی دان اشفورد و الین سوانسون نام داشتند. دان اشفورد در جریان جنگ جهانی دوم به عنوان هوانورد-بمب افکن خدمت نموده و نشان صلیب پرواز ممتاز را دریافت نموده بود. الین سوانسون و خانواده وی از سوئد مهاجرت نموده بودند و پدر الین در اوماها، نبراسکا مشغول تجارت بازرگانی بود و همچنین در تشکیل کنفرانس ملی مسیحیان و یهودیان همکاری نمود، چون ساکنین محلی کسب‌وکار یهودیان را تحریم نموده بودند.
اشفورد در دبیرستان ویست‌ساید در اوماها آموزش دیده و در ۱۹۶۷ میلادی از آن فارغ شد. وی از ۱۹۶۸ تا ۱۹۷۱ میلادی به دانشگاه کولگیت رفته و با کسب مدرک لیسانس بی‌ای از آنجا فارغ‌التحصیل گردید. همزمان با آموزش در دانشگاه کولگیت، وی همچنین به عنوان کار آموز نزد سناتور رومن هروسکا خدمت نموده و در جنبش ضد جنگ ویتنام شرکت می‌کرد. هرچند وی از فیلم فارست گامپ بخاطر تصویری که از ابی هافمن ارایه نموده بود انتقاد نمود، اما همچنین اظهار داشت که به هر حال از این فیلم لذت برد چون «این فیلم سفرنامهٔ از اوایل زندگی من بود».
وی از ۱۹۷۱ تا ۱۹۷۴ میلادی در دانشگاه کریتون در رشته حقوق آموزش دیده و با کسب مدرک جی‌دی (Juris Doctor) از آنجا فارغ‌التحصیل گردید. اشفورد از ۱۹۷۴ تا ۱۹۷۵ میلادی به عنوان وکیل کارمندان در اداره بزرگراه‌های فدرال خدمت کرد.

## حرفه

### مجلس قانون‌گذاری نبراسکا

#### ۱۹۸۷ – ۱۹۹۵ میلادی
در ۱۹۸۶ میلادی، اشفورد می‌خواست به عنوان نماینده حوزه انتخابیه دوم نبراسکا از سوی حزب دموکرات در مقابل متصدی جمهوری‌خواه هال دواب وارد انتخابات شود. با این حال، وی در ۱۵ ژانویه اعلام نمود که به نمایندگی از حوزه انتخابیه ششم در مجلس قانون‌گذاری ایالتی نامزد خواهد شد، چون تصمیم‌های مهمی در سطح ایالت اتخاذ شده‌است و نامزد شدن از این حوزه کمتر از یک پیکار انتخاباتی کنگره‌ای تمام خواهد شد. وی در ۳ فوریه به‌طور رسمی کارزار انتخاباتی خود را اعلام کرد. او با بدست آوردن پشتیبانی حزب دموکرات در این انتخابات سراسری توانست نامزد مورد حمایت حزب جمهوری‌خواه رابرت جی. گنینگهام را شکست دهد.
اشفورد در ۷ ژانویه ۱۹۸۷ در مجلس قانون‌گذاری ایالتی سوگند وفاداری یاد نموده و در جلسه ۱۹۸۷ – ۱۹۸۹ در کمیته‌های قضایی و حمل و نقل خدمت کرد. در جلسه ۱۹۸۹–۱۹۹۱، وی در کمیته‌های هیئت اجرائی و تخصیص وجوه برای خدمت گماشته شد. در جریان جلسه ۱۹۹۳ – ۱۹۹۵ وی در کمیته تخصیص وجوه و همچنین به عنوان رئیس کمیته همکاری‌های میان-حکومتی گماشته شده و خدمت نمود.
عضو کمیسیون اداری شهرستان داگلاس، استیو مک‌کولیستر در ۳۱ ژوئیه ۱۹۸۷ گفت که او و اشفورد روی این صحبت نمودند که اشفورد به حزب جمهوری‌خواه پیوسته و بجای هال دواب از حوزه انتخابیه دوم نبراسکا خود را در انتخابات نامزد نماید. اشفورد در ۳ اوت تأیید کرد که او در مورد تغییر حزب گفتگو نموده‌است، اما در عین حال اظهار داشت که این گفتگو صرفاً نظری بوده و اینکه اگر سیسی زورینسکی از سوی حزب دموکرات از این حوزه انتخابیه وارد انتخابات گردد، وی به عنوان یک جمهوری‌خواه بجای دواب وارد کارزار انتخاباتی نخواهد شد، چون نظرسنجی‌ها نشان می‌داد که زورینسکی ۴۳٪ و ۲٪ حامی دارد.
اشفورد در ۲۸ ژانویه ۱۹۸۸ اعلام نمود که وی حزب خود را به جمهوری‌خواه تغییر داده و فرماندار کی ای. اور از وی حمایت می‌کند. او همچنین اظهار داشت که در انتخابات مجلس سنا از نامزد دموکرات پشتیبانی خواهد کرد، اما روز بعد وی در کمیته مالی کارزار انتخاباتی نامزد دموکرات باب کری گماشته شد. در جریان انتخابات مقدماتی ریاست جمهوری جمهوری‌خواهان در ۱۹۸۸ میلادی، اشفورد، هجده تن دیگر از نمایندگان جمهوری‌خواه مجلس قانون‌گذاری ایالتی و معاون فرماندار ویلیام ای. نیکول، سناتور باب دول را به عنوان نامزد رئیس‌جمهور معرفی کردند.
اشفورد در ۲۲ فوریه ۱۹۹۰ اعلام نمود که تصمیم دارد مجدداً خود را در انتخابات نامزد کند و هیچ نامزد دیگری حاضر نشد در مقابل وی وارد انتخابات گردد.

#### میان دوره
در ۱۹۹۵ میلادی، اشفورد و همسر وی چاک هیگل در انتخابات مجلس سنای ایالات متحده حمایت نموده و از اعانه-جمع‌کننده‌های وی حمایت مالی نمود، چون وی از ممنوعیت فروش سلاح‌های جنگی حمایت می‌نمود و مخالف سقط جنین بود به استثنای موارد تجاوز جنسی، زنا با محرم یا مواردی که زندگی مادر در خطر باشد. اما پس از اینکه هیگل موضع خود در ممنوعیت سلاح‌های جنگی را تغییر داده و همچنین مخالفت خود را با سقط جنین در تمامی حالات، بجز از مواردی که زندگی مادر در خطر باشد، اعلام نمود، اشفورد و همسرش از حمایت وی دست کشیدند. در جریان انتخابات مقدماتی ۱۹۹۶ ریاست جمهوری جمهوری‌خواهان، وی از استیو فوربز پشتیبانی نموده و به عنوان یکی از نمایندگان وی از حوزه انتخابیه کنگره‌ای دوم نبراسکا وارد کارزار انتخاباتی شد. در ۱۹۹۷ میلادی، وی دلال سیاسی در تک‌پارلمانی نبراسکا شده و ۵۰۰$ کسب کرد.

#### ۲۰۰۷ – ۲۰۱۵
در ۲۰۰۵ میلادی، او اظهار داشت که تصمیم گرفته‌است تا برای یک دوره دیگر در مجلس قانون‌گذاری ایالتی وارد انتخابات شود. وی بعدتر اعلام کرد که از حوزه انتخابیه بیستم نبراسکا نامزد خواهد شد. در این انتخابات سراسری، وی کارول کاسی را شکست داد.
در جریان ۱۰۰امین دور مجلس قانون‌گذاری از ۲۰۰۷ تا ۲۰۰۹ میلادی، وی به عنوان عضو کمیته آموزش و همچنین رئیس کمیته قضایی انتصاب یافته و خدمت نمود. در جریان ۱۰۱امین دور مجلس قانون‌گذاری از ۲۰۰۹ تا ۲۰۱۱ میلادی، وی برای مجدداً به عنوان عضو کمیته آموزش و رئیس کمیته قضایی گماشته شده و خدمت کرد.
در ۲۰۱۴ میلادی، گمان می‌رفت که وی به عنوان نامزد حزب دموکرات یا در مجلس سنا یا برای کسب کرسی دادستان کل وارد انتخابات شود، اما وی در این انتخابات نامزد نشد. در انتخابات ۲۰۱۴ فرمانداری نبراسکا، او از نامزد دموکرات چاک هسیبروک حمایت نمود.

### مجلس نمایندگان ایالات متحده

#### ۱۹۹۴
اشفورد در ۱۴ اوت ۱۹۹۳ اعلام نمود که مجدداً در انتخابات مجلس قانون‌گذاری ایالتی شرکت نخواهد کرد و اینکه علاقه دارد تا به عنوان نامزد حزب جمهوری‌خواه از حوزه انتخابیه کنگره‌ای دوم نبراسکا وارد انتخابات مجلس نمایندگان شود. او در ۲ اکتبر به‌طور رسمی نیت خود مبنی بر نامزدی از سوی حزب جمهوری‌خواه به نمایندگی از حوزه انتخابیه دوم را اعلام نموده و اظهار داشت که اولویت‌های وی منع سلاح‌های جنگی سبک-نظامی و تمرکز روی اصلاحات اشتغال‌زایی و رفاه خواهد بود. در انتخابات میان حزبی جمهوری‌خواه، وی از جون لین کریستنسن که بیش از پنجاه درصد آرای عمومی را بدست آورده بود، شکست خورد اما با اندکی تفاوت در رده بلندتر از رونالد ال. استاسکیویکز قرار گرفت. در جریان کارزار انتخابات مقدماتی، وی مبلغ ۱۴۵٬۷۱۵٫۰۰ دلار اعانه گردآوری نموده و مبلغ ۱۴۶٬۰۰۲٫۰۰ دلار هزینه کرد.
پس از شکست در انتخابات مقدماتی، اشفورد در ۱۱ می ۱۹۹۴ بیان داشت که علاقه دارد در انتخابات ویژه شهرداری اوماها خود را نامزد کند. وی در ۱ ژوئن اعلام کرد که در این انتخابات شرکت نخواهد کرد. پس از آن او به پیکار انتخاباتی شهرداری برندا کونسل ملحق شد.